# اونو هاروا
اونو هاروا (فنلاندی: Uno Harva; ۳۰ اوت ۱۸۸۲ – ۱۳ اوت ۱۹۴۹) متخصص الهیات، استاد دانشگاه، جامعه‌شناس، و انسان‌شناس اهل فنلاند بود.